# Rincón brujo
Rincón brujo es una película mexicana de 1949 dirigida y producida por Alberto Gout, filmada en los estudios Azteca y en el estado de Chiapas. Moradores de la ciudad de Cintalapa de Figueroa, Chiapas; mencionan que esta película fue filmada en la finca "La Providencia". Fue protagonizada por la actriz Gloria Marín, Víctor Junco, Armando Silvestre y Dagoberto Rodríguez. También fue la primera película de la firma Constelación y el primer trabajo como productor de Alberto Gout.

## Sinopsis
Gloria Marín interpreta a Rosalba, una chica tehuana que vive en el pueblo chiapaneco conocido como "Rincón Brujo" durante la Revolución Mexicana que trata de proteger y esconder a su padre -contrabandista de armas- del capitán Gilberto y del teniente Eligio. A la par llega Vicente, el hermano de Eligio, junto con su madre y su prometida Rosita. Rosalba logra que su padre huya a Juchitán y conquista a Gilberto, mientras que su esposa Chepa trata de seducir a Eligio, sin conseguirlo, ya que este está enamorado de Rosalba, por lo que le lleva serenata al mercando donde tiene su puesto.
Mientras tanto, el capitán Gilberto comienza a hacer negocios ilícitos con las armas decomisadas, mientras intenta matar por celos a Eligio. Rosalba logra prevenirlo, pero ambos discuten y la pelea termina con la muerte del capitán, quien fue alcanzado por una bale de Pedro, motivo por el que Eligio va a prisión.
Rosalba encuentra un tesoro que pertenecía al capitán y que la vuelve rica "madrina de la vela y mayordoma de la zandunga". A la par, Vicente regresa de Tehuantepec y discute con Rosalba, quien pide a su padre que le cuente lo ocurrido. Pedro es detenido, pero huye.
Cuando Eligio sale de la cárcel, busca a Rosalba para casarse con ella, pero entonces ella declara su amor a su hermano y lo besa frente al teniente, quien causa una leve herida de bala a su hermano y decide casarse con Rosita. Vicente abandona a Rosalba, quien finalmente se queda sola y llorando.

## Recepción y comentarios
Recién estrenada la película, esta tuvo en general comentarios positivos. Fue considerada por Rosario Vásquez Mota como "entretenida y agradable", aunque coincide con Alfonso de Icaza en que la fotografía resultó oscura, quien además señala que los personajes varones no están tan bien delineados como el de la protagonista, a quien se le aplaudió su interpretación. Por su parte, "El duende Filmo" indicó que "la historia está bien construida y su desarrollo es llevado con lógica" y, al contrario de Vásquez Mota e Izaca, él consideró que la fotografía  tenía buenos efectos, contraluces, claroscuros y composiciones

## Reparto
- Gloria Marín - Rosalba
- Víctor Junco - Vicente Natarén
- Armando Silvestre - Eligio
- Dagoberto Rodríguez - Gilberto
- Arturo Soto Rangel - Pedro
- Josefina Ortega - Chepa
- José Muñoz - teniente Sánchez
- Cecilia Leger - madre de Vicente y Eligio
- Beatriz Fuentes
- Magdalena Monzón - Rosita
- Humberto Rodríguez - padrino de boda[6]